# Campeonato colombiano 1982
El Campeonato colombiano 1982 fue el trigésimo quinto (35°) torneo de la primera división del Fútbol Profesional Colombiano en la historia.
Este campeonato tuvo tres etapas: Torneo Apertura, Torneo Nacional (Finalización) y un octogonal final para definir el título.
América de Cali se coronó campeón por segunda vez en la historia, además de ganar los dos torneos del año (Apertura y Finalización). Miguel González del Atlético Bucaramanga fue el máximo anotador.

## Influencia del Narcotrafico
Influencia del narcotráfico en el fútbol colombiano
Fernando Rodriguez Mondragón revelo los vínculos de los hermanos Rodriguez Orejuela miembros del Cartel de Cali en el América de Cali.
El canal de televisión ESPN hizo el documental "Los Dos Escobar" en 2010 el día lunes 21 de junio sobre la vida del futbolista Andrés Escobar Saldarriaga y el narcotraficante Pablo Emilio Escobar Gaviria y describía por medio de testimonios los vínculos que hubo en la década de finales de los años 70 y las décadas de 1980 y 1990 entre equipos del fútbol profesional colombiano y narcotraficantes de los carteles de Medellín y Cali.

## Sistema del campeonato
Se disputaron dos torneos en el año (Apertura y Finalización). El Torneo Apertura se jugó en la modalidad de todos contra todos. Los dos primeros clasificaron al octogonal final. El Torneo Finalización tomó como base la tabla de posiciones del Apertura para crear el Heptagonal A (compuesto por los siete primeros lugares) y el Heptagonal B (compuesto por los siete últimos lugares). Los tres primeros del grupo A diferentes a los dos clasificados del apertura y los tres primeros del B juegan el octogonal final por el título.

## Datos de los clubes
| Equipo                 | Departamento       | Ciudad       |
| ---------------------- | ------------------ | ------------ |
| América de Cali        | Valle del Cauca    | Cali         |
| Atlético Bucaramanga   | Santander          | Bucaramanga  |
| Atlético Nacional      | Antioquia          | Medellín     |
| Cúcuta Deportivo       | Norte de Santander | Cúcuta       |
| Deportes Quindío       | Quindío            | Armenia      |
| Deportes Tolima        | Tolima             | Ibagué       |
| Deportivo Cali         | Valle del Cauca    | Cali         |
| Deportivo Pereira      | Risaralda          | Pereira      |
| Independiente Medellín | Antioquia          | Medellín     |
| Junior                 | Atlántico          | Barranquilla |
| Millonarios            | Bogotá, D. C.      | Bogotá       |
| Once Caldas            | Caldas             | Manizales    |
| Santa Fe               | Bogotá, D. C.      | Bogotá       |
| Unión Magdalena        | Magdalena          | Santa Marta  |

## Torneo Apertura
| Pos. | Equipo                 | Pts. | PJ | G  | E  | P  | GF | GC | Dif. | Clasificación                         |
| ---- | ---------------------- | ---- | -- | -- | -- | -- | -- | -- | ---- | ------------------------------------- |
| 1    | América de Cali        | 34   | 26 | 12 | 10 | 4  | 35 | 19 | +16  | Desempate, Grupo A y Octogonal final. |
| 2    | Deportivo Cali         | 34   | 26 | 14 | 6  | 6  | 45 | 29 | +16  | Desempate, Grupo A y Octogonal final. |
| 3    | Deportivo Pereira      | 32   | 26 | 14 | 4  | 8  | 39 | 34 | +5   | Grupo A.                              |
| 4    | Atlético Nacional      | 29   | 26 | 9  | 11 | 6  | 33 | 26 | +7   | Grupo A.                              |
| 5    | Independiente Medellín | 28   | 26 | 11 | 6  | 9  | 43 | 39 | +4   | Grupo A.                              |
| 6    | Santa Fe               | 26   | 26 | 11 | 4  | 11 | 40 | 34 | +6   | Grupo A.                              |
| 7    | Unión Magdalena        | 26   | 26 | 9  | 8  | 9  | 30 | 29 | +1   | Grupo A.                              |
| 8    | Cúcuta Deportivo       | 26   | 26 | 10 | 6  | 10 | 36 | 28 | +8   | Grupo B.                              |
| 9    | Once Caldas            | 25   | 26 | 8  | 9  | 9  | 29 | 33 | −4   | Grupo B.                              |
| 10   | Atlético Bucaramanga   | 24   | 26 | 9  | 6  | 11 | 44 | 51 | −7   | Grupo B.                              |
| 11   | Junior                 | 22   | 26 | 7  | 8  | 11 | 36 | 45 | −9   | Grupo B.                              |
| 12   | Deportes Tolima        | 22   | 26 | 6  | 10 | 10 | 26 | 32 | −6   | Grupo B.                              |
| 13   | Millonarios            | 21   | 26 | 7  | 7  | 12 | 35 | 42 | −7   | Grupo B.                              |
| 14   | Deportes Quindío       | 16   | 26 | 4  | 8  | 14 | 25 | 55 | −30  | Grupo B.                              |

 Fuente: Rsssf

### Resultados
| Fecha 1: Febrero 28/1982 | Fecha 1: Febrero 28/1982 | Fecha 1: Febrero 28/1982 |
| ------------------------ | ------------------------ | ------------------------ |
| Equipo Local             | Resultado                | Equipo Visitante         |
| Independiente Medellín   | 5 - 1                    | Bucaramanga              |
| Deportivo Cali           | 1 - 0                    | Deportes Tolima          |
| Cúcuta Deportivo         | 0 - 1                    | Atlético Nacional        |
| Atlético Junior          | 3 - 1                    | Millonarios              |
| Deportes Quindío         | 1 - 1                    | América de Cali          |
| Independiente Santa Fe   | 1 - 2                    | Once Caldas              |
| Deportivo Pereira        | 1 - 0                    | Unión Magdalena          |

| Fecha 2: Marzo 03/1982 | Fecha 2: Marzo 03/1982 | Fecha 2: Marzo 03/1982 |
| ---------------------- | ---------------------- | ---------------------- |
| Equipo Local           | Resultado              | Equipo Visitante       |
| Atlético Nacional      | 3 - 1                  | Independiente Medellín |
| Deportes Tolima        | 2 - 1                  | Cúcuta Deportivo       |
| Unión Magdalena        | 3 - 1                  | Deportivo Cali         |
| América de Cali        | 1 - 0                  | Independiente Santa Fe |
| Bucaramanga            | 2 - 0                  | Deportes Quindío       |
| Once Caldas            | 1 - 0                  | Atlético Junior        |
| Millonarios            | 1 - 2                  | Deportivo Pereira      |

| Fecha 3: Marzo 07/1982 | Fecha 3: Marzo 07/1982 | Fecha 3: Marzo 07/1982 |
| ---------------------- | ---------------------- | ---------------------- |
| Equipo Local           | Resultado              | Equipo Visitante       |
| Deportivo Cali         | 2 - 0                  | Millonarios            |
| Independiente Santa Fe | 3 - 3                  | Bucaramanga            |
| Cúcuta Deportivo       | 1 - 0                  | Unión Magdalena        |
| Atlético Junior        | 1 - 1                  | Deportivo Pereira      |
| Deportes Quindío       | 1 - 1                  | Atlético Nacional      |
| Independiente Medellín | 3 - 1                  | Deportes Tolima        |
| Once Caldas            | 1 - 0                  | América de Cali        |

| Fecha 4: Marzo 10/1982 | Fecha 4: Marzo 10/1982 | Fecha 4: Marzo 10/1982 |
| ---------------------- | ---------------------- | ---------------------- |
| Equipo Local           | Resultado              | Equipo Visitante       |
| Bucaramanga            | 1 - 0                  | Once Caldas            |
| Unión Magdalena        | 2 - 0                  | Independiente Medellín |
| Atlético Nacional      | 0 - 0                  | Independiente Santa Fe |
| América de Cali        | 2 - 1                  | Atlético Junior        |
| Millonarios            | 2 - 0                  | Cúcuta Deportivo       |
| Deportivo Pereira      | 2 - 1                  | Deportivo Cali         |
| Deportes Tolima        | 1 - 1                  | Deportes Quindío       |

| Fecha 5: Marzo 17/1982 | Fecha 5: Marzo 17/1982 | Fecha 5: Marzo 17/1982 |
| ---------------------- | ---------------------- | ---------------------- |
| Equipo Local           | Resultado              | Equipo Visitante       |
| América de Cali        | 4 - 1                  | Bucaramanga            |
| Independiente Santa Fe | 2 - 1                  | Deportes Tolima        |
| Once Caldas            | 2 - 1                  | Atlético Nacional      |
| Deportes Quindío       | 2 - 1                  | Unión Magdalena        |
| Independiente Medellín | 2 - 1                  | Millonarios            |
| Cúcuta Deportivo       | 2 - 3                  | Deportivo Pereira      |
| Atlético Junior        | 1 - 1                  | Deportivo Cali         |

| Fecha 6: Marzo 21/1982 | Fecha 6: Marzo 21/1982 | Fecha 6: Marzo 21/1982 |
| ---------------------- | ---------------------- | ---------------------- |
| Equipo Local           | Resultado              | Equipo Visitante       |
| Deportivo Pereira      | 1 - 1                  | Independiente Medellín |
| Deportes Tolima        | 2 - 0                  | Once Caldas            |
| Unión Magdalena        | 0 - 0                  | Independiente Santa Fe |
| Bucaramanga            | 3 - 2                  | Atlético Junior        |
| Atlético Nacional      | 1 - 1                  | América de Cali        |
| Millonarios            | 2 - 1                  | Deportes Quindío       |
| Deportivo Cali         | 2 - 1                  | Cúcuta Deportivo       |

| Fecha 7: Marzo 28/1982 | Fecha 7: Marzo 28/1982 | Fecha 7: Marzo 28/1982 |
| ---------------------- | ---------------------- | ---------------------- |
| Equipo Local           | Resultado              | Equipo Visitante       |
| Deportes Quindío       | 0 - 1                  | Deportivo Pereira      |
| Once Caldas            | 5 – 0                  | Unión Magdalena        |
| Bucaramanga            | 2 - 2                  | Atlético Nacional      |
| Independiente Santa Fe | 3 - 0                  | Millonarios            |
| Atlético Junior        | 0 - 0                  | Cúcuta Deportivo       |
| América de Cali        | 2 - 2                  | Deportes Tolima        |
| Independiente Medellín | 2 - 1                  | Deportivo Cali         |

| Fecha 8: Abril 04/1982 | Fecha 8: Abril 04/1982 | Fecha 8: Abril 04/1982 |
| ---------------------- | ---------------------- | ---------------------- |
| Equipo Local           | Resultado              | Equipo Visitante       |
| Unión Magdalena        | 1 - 0                  | América de Cali        |
| Millonarios            | 4 - 1                  | Once Caldas            |
| Deportes Tolima        | 1 - 1                  | Bucaramanga            |
| Deportivo Cali         | 5 - 1                  | Deportes Quindío       |
| Deportivo Pereira      | 3 - 2                  | Independiente Santa Fe |
| Cúcuta Deportivo       | 3 - 1                  | Independiente Medellín |
| Atlético Nacional      | 0 - 0                  | Atlético Junior        |

| Fecha 9: Abril 07/1982 | Fecha 9: Abril 07/1982 | Fecha 9: Abril 07/1982 |
| ---------------------- | ---------------------- | ---------------------- |
| Equipo Local           | Resultado              | Equipo Visitante       |
| Independiente Santa Fe | 2 - 1                  | Deportivo Cali         |
| Once Caldas            | 1 - 3                  | Deportivo Pereira      |
| América de Cali        | 2 - 0                  | Millonarios            |
| Atlético Junior        | 1 - 1                  | Independiente Medellín |
| Atlético Nacional      | 2 - 2                  | Deportes Tolima        |
| Deportes Quindío       | 4 - 1                  | Cúcuta Deportivo       |
| Bucaramanga            | 1 - 1                  | Unión Magdalena        |

| Fecha 10: Abril 11/1982 | Fecha 10: Abril 11/1982 | Fecha 10: Abril 11/1982 |
| ----------------------- | ----------------------- | ----------------------- |
| Equipo Local            | Resultado               | Equipo Visitante        |
| Millonarios             | 4 - 3                   | Bucaramanga             |
| Deportivo Pereira       | 0 - 1                   | América de Cali         |
| Deportivo Cali          | 2 - 0                   | Once Caldas             |
| Independiente Medellín  | 4 - 4                   | Deportes Quindío        |
| Unión Magdalena         | 2 - 0                   | Atlético Nacional       |
| Cúcuta Deportivo        | 2 - 1                   | Independiente Santa Fe  |
| Deportes Tolima         | 1 - 0                   | Atlético Junior         |

| Fecha 11: Abril 18/1982 | Fecha 11: Abril 18/1982 | Fecha 11: Abril 18/1982 |
| ----------------------- | ----------------------- | ----------------------- |
| Equipo Local            | Resultado               | Equipo Visitante        |
| Bucaramanga             | 1 - 4                   | Deportivo Pereira       |
| América de Cali         | 0 - 1                   | Deportivo Cali          |
| Atlético Nacional       | 1 - 1                   | Millonarios             |
| Independiente Santa Fe  | 3 - 2                   | Independiente Medellín  |
| Deportes Tolima         | 0 - 0                   | Unión Magdalena         |
| Atlético Junior         | 7 - 0                   | Deportes Quindío        |
| Once Caldas             | 0 - 1                   | Cúcuta Deportivo        |

| Fecha 12: Abril 25/1982 | Fecha 12: Abril 25/1982 | Fecha 12: Abril 25/1982 |
| ----------------------- | ----------------------- | ----------------------- |
| Equipo Local            | Resultado               | Equipo Visitante        |
| Deportivo Cali          | 2 - 1                   | Bucaramanga             |
| Cúcuta Deportivo        | 2 - 3                   | América de Cali         |
| Millonarios             | 2 - 3                   | Deportes Tolima         |
| Deportes Quindío        | 0 - 1                   | Independiente Santa Fe  |
| Independiente Medellín  | 2 - 2                   | Once Caldas             |
| Unión Magdalena         | 2 - 1                   | Atlético Junior         |
| Deportivo Pereira       | 2 - 1                   | Atlético Nacional       |

| Fecha 13: Abril 27/1982 | Fecha 13: Abril 27/1982 | Fecha 13: Abril 27/1982 |
| ----------------------- | ----------------------- | ----------------------- |
| Equipo Local            | Resultado               | Equipo Visitante        |
| Once Caldas             | 1 - 1                   | Deportes Quindío        |
| Atlético Nacional       | 3 - 2                   | Deportivo Cali          |
| América de Cali         | 2 - 0                   | Independiente Medellín  |
| Bucaramanga             | 0 - 1                   | Cúcuta Deportivo        |
| Independiente Santa Fe  | 4 - 0                   | Atlético Junior         |
| Deportes Tolima         | 1 – 0                   | Deportivo Pereira       |
| Unión Magdalena         | 1 – 1                   | Millonarios             |

Resultados Segunda Vuelta
| Fecha 1: Abril 30/1982 | Fecha 1: Abril 30/1982 | Fecha 1: Abril 30/1982 |
| ---------------------- | ---------------------- | ---------------------- |
| Equipo Local           | Resultado              | Equipo Visitante       |
| Bucaramanga            | 0 – 1                  | Independiente Medellín |
| Deportes Tolima        | 0 – 2                  | Deportivo Cali         |
| Atlético Nacional      | 4 – 2                  | Cúcuta Deportivo       |
| Millonarios            | 2 – 2                  | Atlético Junior        |
| América de Cali        | 5 – 0                  | Deportes Quindío       |
| Once Caldas            | 1 – 2                  | Independiente Santa Fe |
| Unión Magdalena        | 2 – 0                  | Deportivo Pereira      |

| Fecha 2: Mayo 02/1982  | Fecha 2: Mayo 02/1982 | Fecha 2: Mayo 02/1982 |
| ---------------------- | --------------------- | --------------------- |
| Equipo Local           | Resultado             | Equipo Visitante      |
| Independiente Medellín | 2 - 0 (1-3)           | Atlético Nacional     |
| Cúcuta Deportivo       | 2 - 0                 | Deportes Tolima       |
| Deportivo Cali         | 2 - 4                 | Unión Magdalena       |
| Independiente Santa Fe | 0 - 0                 | América de Cali       |
| Deportes Quindío       | 2 - 3                 | Bucaramanga           |
| Atlético Junior        | 1 - 1                 | Once Caldas           |
| Deportivo Pereira      | 1 - 2                 | Millonarios           |

| Fecha 3: Mayo 05/1982 | Fecha 3: Mayo 05/1982 | Fecha 3: Mayo 05/1982  |
| --------------------- | --------------------- | ---------------------- |
| Equipo Local          | Resultado             | Equipo Visitante       |
| Millonarios           | 1 - 2                 | Deportivo Cali         |
| Bucaramanga           | 3 - 0                 | Independiente Santa Fe |
| Unión Magdalena       | 3 - 0                 | Cúcuta Deportivo       |
| Deportivo Pereira     | 1 - 0                 | Atlético Junior        |
| Atlético Nacional     | 0 - 0                 | Deportes Quindío       |
| Deportes Tolima       | 0 - 0                 | Independiente Medellín |
| América de Cali       | 1 - 1                 | Once Caldas            |

| Fecha 4: Mayo 09/1982  | Fecha 4: Mayo 09/1982 | Fecha 4: Mayo 09/1982 |
| ---------------------- | --------------------- | --------------------- |
| Equipo Local           | Resultado             | Equipo Visitante      |
| Once Caldas            | 2 - 2                 | Bucaramanga           |
| Independiente Medellín | 3 - 1                 | Unión Magdalena       |
| Independiente Santa Fe | 0 - 1                 | Atlético Nacional     |
| Atlético Junior        | 0 - 1                 | América de Cali       |
| Cúcuta Deportivo       | 1 - 1                 | Millonarios           |
| Deportivo Cali         | 5 - 0                 | Deportivo Pereira     |
| Deportes Quindío       | 0 - 0                 | Deportes Tolima       |

| Fecha 5: Mayo 12/1982 | Fecha 5: Mayo 12/1982 | Fecha 5: Mayo 12/1982  |
| --------------------- | --------------------- | ---------------------- |
| Equipo Local          | Resultado             | Equipo Visitante       |
| Bucaramanga           | 3 - 1                 | América de Cali        |
| Deportes Tolima       | 3 - 0                 | Independiente Santa Fe |
| Atlético Nacional     | 3 - 0                 | Once Caldas            |
| Unión Magdalena       | 1 - 0                 | Deportes Quindío       |
| Millonarios           | 3 - 1                 | Independiente Medellín |
| Deportivo Pereira     | 2 - 2                 | Cúcuta Deportivo       |
| Deportivo Cali        | 2 - 1                 | Atlético Junior        |

| Fecha 6: Mayo 16/1982  | Fecha 6: Mayo 16/1982 | Fecha 6: Mayo 16/1982 |
| ---------------------- | --------------------- | --------------------- |
| Equipo Local           | Resultado             | Equipo Visitante      |
| Independiente Medellín | 2 - 0                 | Deportivo Pereira     |
| Once Caldas            | 0 - 0                 | Deportes Tolima       |
| Independiente Santa Fe | 1 - 0                 | Unión Magdalena       |
| Atlético Junior        | 3 - 1                 | Bucaramanga           |
| América de Cali        | 1 - 0                 | Atlético Nacional     |
| Deportes Quindío       | 1 - 0                 | Millonarios           |
| Cúcuta Deportivo       | 1 - 1                 | Deportivo Cali        |

| Fecha 7: Mayo 20/1982 | Fecha 7: Mayo 20/1982 | Fecha 7: Mayo 20/1982  |
| --------------------- | --------------------- | ---------------------- |
| Equipo Local          | Resultado             | Equipo Visitante       |
| Deportivo Pereira     | 3 - 1                 | Deportes Quindío       |
| Unión Magdalena       | 1 - 1                 | Once Caldas            |
| Atlético Nacional     | 3 - 0                 | Bucaramanga            |
| Millonarios           | 0 - 1                 | Independiente Santa Fe |
| Cúcuta Deportivo      | 2 - 1                 | Atlético Junior        |
| Deportes Tolima       | 1 - 1                 | América de Cali        |
| Deportivo Cali        | 2 - 1                 | Independiente Medellín |

| Fecha 8: Mayo 23/1982  | Fecha 8: Mayo 23/1982 | Fecha 8: Mayo 23/1982 |
| ---------------------- | --------------------- | --------------------- |
| Equipo Local           | Resultado             | Equipo Visitante      |
| América de Cali        | 1 - 0                 | Unión Magdalena       |
| Once Caldas            | 3 - 2                 | Millonarios           |
| Bucaramanga            | 3 - 1                 | Deportes Tolima       |
| Deportes Quindío       | 1 - 2                 | Deportivo Cali        |
| Independiente Santa Fe | 2 - 3                 | Deportivo Pereira     |
| Independiente Medellín | 2 - 1                 | Cúcuta Deportivo      |
| Atlético Junior        | 2 - 1                 | Atlético Nacional     |

| Fecha 9: Mayo 30/1982  | Fecha 9: Mayo 30/1982 | Fecha 9: Mayo 30/1982  |
| ---------------------- | --------------------- | ---------------------- |
| Equipo Local           | Resultado             | Equipo Visitante       |
| Deportivo Cali         | 3 - 2                 | Independiente Santa Fe |
| Deportivo Pereira      | 1 - 1                 | Once Caldas            |
| Millonarios            | 1 - 1                 | América de Cali        |
| Independiente Medellín | 3 - 2                 | Atlético Junior        |
| Deportes Tolima        | 1 - 2                 | Atlético Nacional      |
| Cúcuta Deportivo       | 4 - 1                 | Deportes Quindío       |
| Unión Magdalena        | 2 - 4                 | Bucaramanga            |

| Fecha 10: Junio 06/1982 | Fecha 10: Junio 06/1982 | Fecha 10: Junio 06/1982 |
| ----------------------- | ----------------------- | ----------------------- |
| Equipo Local            | Resultado               | Equipo Visitante        |
| Bucaramanga             | 3 - 1                   | Millonarios             |
| América de Cali         | 2 - 0                   | Deportivo Pereira       |
| Once Caldas             | 0 - 0                   | Deportivo Cali          |
| Deportes Quindío        | 2 - 1                   | Independiente Medellín  |
| Atlético Nacional       | 1 - 1                   | Unión Magdalena         |
| Independiente Santa Fe  | 2 - 0                   | Cúcuta Deportivo        |
| Atlético Junior         | 2 - 1                   | Deportes Tolima         |

| Fecha 11: Junio 13/1982 | Fecha 11: Junio 13/1982 | Fecha 11: Junio 13/1982 |
| ----------------------- | ----------------------- | ----------------------- |
| Equipo Local            | Resultado               | Equipo Visitante        |
| Deportivo Pereira       | 2 - 0                   | Bucaramanga             |
| Deportivo Cali          | 0 - 0                   | América de Cali         |
| Millonarios             | 0 - 0                   | Atlético Nacional       |
| Independiente Medellín  | 1 - 0                   | Independiente Santa Fe  |
| Unión Magdalena         | 0 - 0                   | Deportes Tolima         |
| Deportes Quindío        | 0 - 0                   | Atlético Junior         |
| Cúcuta Deportivo        | 1 - 0                   | Once Caldas             |

| Fecha 12: Junio 20/1982 | Fecha 12: Junio 20/1982 | Fecha 12: Junio 20/1982 |
| ----------------------- | ----------------------- | ----------------------- |
| Equipo Local            | Resultado               | Equipo Visitante        |
| Bucaramanga             | 1 - 1                   | Deportivo Cali          |
| América de Cali         | 1 - 1                   | Cúcuta Deportivo        |
| Deportes Tolima         | 1 - 2                   | Millonarios             |
| Independiente Santa Fe  | 7 - 1                   | Deportes Quindío        |
| Once Caldas             | 2 - 1                   | Independiente Medellín  |
| Atlético Junior         | 2 - 1                   | Unión Magdalena         |
| Atlético Nacional       | 1 - 0                   | Deportivo Pereira       |

| Fecha 13: Junio 27/1982 | Fecha 13: Junio 27/1982 | Fecha 13: Junio 27/1982 |
| ----------------------- | ----------------------- | ----------------------- |
| Equipo Local            | Resultado               | Equipo Visitante        |
| Deportes Quindío        | 0 - 1                   | Once Caldas             |
| Deportivo Cali          | 1 - 1                   | Atlético Nacional       |
| Independiente Medellín  | 1 - 1                   | América de Cali         |
| Cúcuta Deportivo        | 3 - 1                   | Bucaramanga             |
| Atlético Junior         | 3 - 1                   | Independiente Santa Fe  |
| Deportivo Pereira       | 3 - 1                   | Deportes Tolima         |
| Millonarios             | 1 - 1                   | Unión Magdalena         |

| Apertura 1982          | AME | BUC | CAL | CUC | JUN | MAG | DIM | MIL | NAL     | ONC | PER | QUI | SFE | TOL |
| América de Cali        |     | 4:1 | 0:1 | 1:1 | 2:1 | 1:0 | 2:0 | 2:0 | 1:0     | 1:1 | 2:0 | 5:0 | 1:0 | 2:2 |
| Atlético Bucaramanga   | 3:1 |     | 1:1 | 0:1 | 3:2 | 1:1 | 0:1 | 3:1 | 2:2     | 1:0 | 1:4 | 2:0 | 3:0 | 3:1 |
| Deportivo Cali         | 0:0 | 2:1 |     | 2:1 | 2:1 | 2:4 | 2:1 | 2:0 | 1:1     | 2:0 | 5:0 | 5:1 | 3:2 | 1:0 |
| Cúcuta Deportivo       | 2:3 | 3:1 | 1:1 |     | 2:1 | 1:0 | 3:1 | 1:1 | 0:1     | 1:0 | 2:3 | 4:1 | 2:1 | 2:0 |
| Junior                 | 0:1 | 3:1 | 1:1 | 0:0 |     | 2:1 | 1:1 | 3:1 | 2:1     | 1:1 | 1:1 | 7:0 | 3:1 | 2:1 |
| Unión Magdalena        | 1:0 | 2:4 | 3:1 | 3:0 | 2:1 |     | 2:0 | 1:1 | 2:0     | 1:1 | 2:0 | 1:0 | 0:0 | 0:0 |
| Independiente Medellín | 1:1 | 5:1 | 2:1 | 2:1 | 3:2 | 3:1 |     | 2:1 | 2:0 (*) | 2:2 | 2:0 | 4:4 | 1:0 | 3:1 |
| Millonarios            | 1:1 | 4:3 | 1:2 | 2:0 | 2:2 | 1:1 | 3:1 |     | 0:0     | 4:1 | 1:2 | 2:1 | 0:1 | 2:3 |
| Atlético Nacional      | 1:1 | 3:0 | 3:2 | 4:2 | 0:0 | 1:1 | 3:1 | 1:1 |         | 3:0 | 1:0 | 0:0 | 0:0 | 2:2 |
| Once Caldas            | 1:0 | 2:2 | 0:0 | 0:1 | 1:0 | 5:0 | 2:1 | 3:2 | 2:1     |     | 1:3 | 1:1 | 1:2 | 0:0 |
| Deportivo Pereira      | 0:1 | 2:0 | 2:1 | 2:2 | 1:0 | 1:0 | 1:1 | 1:2 | 2:1     | 1:1 |     | 3:1 | 3:2 | 3:1 |
| Deportes Quindío       | 1:1 | 2:3 | 1:2 | 4:1 | 0:0 | 2:1 | 2:1 | 1:0 | 1:1     | 0:1 | 0:1 |     | 0:1 | 0:0 |
| Santa Fe               | 0:0 | 3:3 | 2:1 | 2:0 | 4:0 | 1:0 | 3:2 | 3:0 | 0:1     | 1:2 | 2:3 | 7:1 |     | 2:1 |
| Deportes Tolima        | 1:1 | 1:1 | 0:2 | 2:1 | 1:0 | 0:0 | 0:0 | 1:2 | 1:2     | 2:0 | 1:0 | 1:1 | 3:0 |     |

(*) Originalmente, el partido había terminado 1-3 con goles de Jaime Arango (DIM); Didí de Souza, Carlos Ricaurte y Javier Cardona (NAL), pero el "poderoso" demandó el partido por la estadía en el banco de suplentes del asistente técnico de Atlético Nacional, Darío López (quien estaba suspendido) y el conjunto verdolaga perdió los puntos.

### Desempate
| Fecha                                                                     | Ciudad | Equipo local    | Resultado | Equipo visitante |
| ------------------------------------------------------------------------- | ------ | --------------- | --------- | ---------------- |
| 18 de julio                                                               | Bogotá | Deportivo Cali  | 2 - 2     | América de Cali  |
| 20 de julio                                                               | Cali   | América de Cali | 2 - 1     | Deportivo Cali   |
| América de Cali es el ganador del apertura con el marcador global de 4-3. |        |                 |           |                  |

## Torneo Finalización

### Grupo A
| Pos. | Equipo                 | Pts. | PJ | G  | E  | P  | GF | GC | Dif. | Clasificación               |
| ---- | ---------------------- | ---- | -- | -- | -- | -- | -- | -- | ---- | --------------------------- |
| 1    | América de Cali        | 27   | 21 | 11 | 5  | 5  | 37 | 17 | +20  | Clasificado en el Apertura. |
| 2    | Deportivo Pereira      | 24   | 21 | 7  | 10 | 4  | 27 | 22 | +5   | Octogonal final.            |
| 3    | Atlético Nacional      | 23   | 21 | 8  | 7  | 6  | 35 | 28 | +7   | Octogonal final.            |
| 4    | Deportivo Cali         | 22   | 21 | 8  | 6  | 7  | 25 | 32 | −7   | Clasificado en el Apertura. |
| 5    | Independiente Medellín | 22   | 21 | 5  | 12 | 4  | 28 | 23 | +5   | Octogonal final.            |
| 6    | Santa Fe               | 20   | 21 | 6  | 8  | 7  | 41 | 36 | +5   |                             |
| 7    | Unión Magdalena        | 18   | 21 | 7  | 4  | 10 | 25 | 38 | −13  |                             |

 Fuente: Rsssf

### Grupo B
| Pos. | Equipo               | Pts. | PJ | G  | E | P  | GF | GC | Dif. | Clasificación    |
| ---- | -------------------- | ---- | -- | -- | - | -- | -- | -- | ---- | ---------------- |
| 1    | Deportes Tolima      | 33   | 21 | 14 | 5 | 2  | 45 | 19 | +26  | Octogonal final. |
| 2    | Millonarios          | 29   | 21 | 12 | 5 | 4  | 33 | 12 | +21  | Octogonal final. |
| 3    | Junior               | 27   | 21 | 13 | 1 | 7  | 37 | 21 | +16  | Octogonal final. |
| 4    | Once Caldas          | 16   | 21 | 6  | 4 | 11 | 23 | 38 | −15  |                  |
| 5    | Atlético Bucaramanga | 15   | 21 | 7  | 1 | 13 | 26 | 42 | −16  |                  |
| 6    | Cúcuta Deportivo     | 15   | 21 | 4  | 7 | 10 | 29 | 43 | −14  |                  |
| 7    | Deportes Quindío     | 5    | 21 | 1  | 3 | 17 | 18 | 55 | −37  |                  |

 Fuente: Rsssf

### Resultados
| Grupo A     |
| Grupo B     |
| Intergrupos |

| Fecha 1     |           |             |
| Local       | Resultado | Visitante   |
| Nacional    | 0 - 1     | Cali        |
| Magdalena   | 0 - 0     | Pereira     |
| Santa Fe    | 1 - 1     | Medellín    |
| Tolima      | 1 - 0     | Cúcuta      |
| Caldas      | 0 - 3     | Junior      |
| Bucaramanga | 0 - 1     | Millonarios |
| América     | 1 - 0     | Quindío     |

| Fecha 2     |           |             |
| Local       | Resultado | Visitante   |
| Medellín    | 1 - 1     | Magdalena   |
| América     | 1 - 1     | Santa Fe    |
| Pereira     | 0 - 0     | Nacional    |
| Junior      | 4 - 1     | Bucaramanga |
| Cúcuta      | 2 - 2     | Caldas      |
| Millonarios | 5 - 0     | Quindío     |
| Tolima      | 3 - 0     | Cali        |

| Fecha 3     |           |             |
| Local       | Resultado | Visitante   |
| Magdalena   | 0 - 2     | América     |
| Nacional    | 2 - 2     | Medellín    |
| Cali        | 2 - 2     | Pereira     |
| Quindío     | 2 - 0     | Junior      |
| Bucaramanga | 2 - 2     | Cúcuta      |
| Caldas      | 1 - 2     | Tolima      |
| Santa Fe    | 2 - 3     | Millonarios |

| Fecha 4  |           |             |
| Local    | Resultado | Visitante   |
| Santa Fe | 5 - 3     | Magdalena   |
| América  | 0 - 1     | Nacional    |
| Medellín | 3 - 1     | Cali        |
| Junior   | 2 - 1     | Millonarios |
| Tolima   | 2 - 0     | Bucaramanga |
| Cúcuta   | 4 - 1     | Quindío     |
| Caldas   | 1 - 1     | Pereira     |

| Fecha 5     |           |           |
| Local       | Resultado | Visitante |
| Nacional    | 3 - 2     | Santa Fe  |
| Cali        | 1 - 0     | América   |
| Pereira     | 0 - 0     | Medellín  |
| Millonarios | 3 - 1     | Cúcuta    |
| Bucaramanga | 3 - 1     | Caldas    |
| Quindío     | 0 - 2     | Tolima    |
| Magdalena   | 1 - 0     | Junior    |

| Fecha 6   |           |             |
| Local     | Resultado | Visitante   |
| América   | 0 - 1     | Pereira     |
| Santa Fe  | 1 - 1     | Cali        |
| Magdalena | 2 - 1     | Nacional    |
| Cúcuta    | 1 - 3     | Junior      |
| Caldas    | 3 - 2     | Quindío     |
| Tolima    | 0 - 0     | Millonarios |
| Medellín  | 2 - 1     | Bucaramanga |

| Fecha 7     |           |             |
| Local       | Resultado | Visitante   |
| Medellín    | 1 - 2     | América     |
| Cali        | 2 - 2     | Magdalena   |
| Pereira     | 2 - 1     | Santa Fe    |
| Quindío     | 1 - 2     | Bucaramanga |
| Millonarios | 3 - 0     | Caldas      |
| Tolima      | 2 - 1     | Junior      |
| Cúcuta      | 2 - 2     | Nacional    |

| Fecha 8 INTERGRUPOS |           |             |
| Local               | Resultado | Visitante   |
| Santa Fe            | 7 - 2     | Cúcuta      |
| Medellín            | 0 - 0     | Millonarios |
| Tolima              | 4 - 0     | Cali        |
| Quindío             | 0 - 0     | Nacional    |
| Bucaramanga         | 1 - 0     | Magdalena   |
| Junior              | 2 - 0     | América     |
| Caldas              | 1 - 0     | Pereira     |

| Fecha 9 INTERGRUPOS |           |             |
| Local               | Resultado | Visitante   |
| América             | 4 - 1     | Cúcuta      |
| Millonarios         | 3 - 0     | Cali        |
| Tolima              | 3 - 3     | Santa Fe    |
| Magdalena           | 1 - 0     | Quindío     |
| Pereira             | 5 - 3     | Bucaramanga |
| Nacional            | 1 - 0     | Junior      |
| Caldas              | 0 - 2     | Medellín    |

| Fecha 10 INTERGRUPOS |           |           |
| Local                | Resultado | Visitante |
| Cúcuta               | 2 - 1     | Pereira   |
| Millonarios          | 1 - 0     | Magdalena |
| Junior               | 1 - 0     | Santa Fe  |
| Medellín             | 4 - 1     | Quindío   |
| Bucaramanga          | 2 - 1     | Nacional  |
| Tolima               | 2 - 2     | América   |
| Cali                 | 1 - 0     | Caldas    |

| Fecha 11 INTERGRUPOS |           |             |
| Local                | Resultado | Visitante   |
| Pereira              | 2 - 1     | Junior      |
| Quindío              | 0 - 0     | Cali        |
| Santa fe             | 1 - 0     | Millonarios |
| Nacional             | 3 - 1     | Tolima      |
| América              | 6 - 1     | Caldas      |
| Magdalena            | 2 - 1     | Cúcuta      |
| Bucaramanga          | 1 - 0     | Medellín    |

| Fecha 12 INTERGRUPOS |           |             |
| Local                | Resultado | Visitante   |
| Caldas               | 2 - 1     | Santa fe    |
| Junior               | 2 - 1     | Magdalena   |
| Cúcuta               | 2 - 1     | Nacional    |
| Medellín             | 0 - 0     | Tolima      |
| Cali                 | 3 - 1     | Bucaramanga |
| Millonarios          | 0 - 0     | América     |
| Quindío              | 1 - 2     | Pereira     |

| Fecha 13 INTERGRUPOS |           |             |
| Local                | Resultado | Visitante   |
| Santa fe             | 5 - 0     | Quindío     |
| Cúcuta               | 0 - 1     | Cali        |
| Magdalena            | 3 - 0     | Caldas      |
| Nacional             | 2 - 1     | Millonarios |
| Junior               | 2 - 0     | Medellín    |
| América              | 4 - 0     | Bucaramanga |
| Pereira              | 2 - 3     | Tolima      |

| Fecha 14 INTERGRUPOS |             |           |
| Local                | Resultado   | Visitante |
| Bucaramanga          | 2 - 0 (2-3) | Santa fe  |
| Cúcuta               | 1 - 1       | Medellín  |
| Quindío              | 1 - 2       | América   |
| Cali                 | 2 - 1       | Junior    |
| Caldas               | 1 - 1       | Nacional  |
| Millonarios          | 4 - 1       | Pereira   |
| Tolima               | 3 - 0       | Magdalena |

| Fecha 15    |           |             |
| Local       | Resultado | Visitante   |
| Cali        | 3 - 2     | Nacional    |
| Pereira     | 2 - 0     | Magdalena   |
| Medellín    | 1 - 1     | Santa Fe    |
| Cúcuta      | 1 - 3     | Tolima      |
| Junior      | 1 - 0     | Caldas      |
| Millonarios | 2 - 0     | Bucaramanga |
| Quindío     | 0 - 4     | América     |

| Fecha 16    |           |             |
| Local       | Resultado | Visitante   |
| Magdalena   | 1 - 1     | Medellín    |
| Santa Fe    | 1 - 1     | América     |
| Nacional    | 0 - 0     | Pereira     |
| Bucaramanga | 0 - 2     | Junior      |
| Caldas      | 3 - 2     | Cúcuta      |
| Quindío     | 1 - 3     | Millonarios |
| Cali        | 0 - 0     | Tolima      |

| Fecha 17    |           |             |
| Local       | Resultado | Visitante   |
| América     | 3 - 0     | Magdalena   |
| Medellín    | 1 - 1     | Nacional    |
| Pereira     | 2 - 0     | Cali        |
| Junior      | 4 - 3     | Quindío     |
| Cúcuta      | 3 - 1     | Bucaramanga |
| Tolima      | 1 - 0     | Caldas      |
| Millonarios | 1 - 1     | Santa Fe    |

| Fecha 18    |           |           |
| Local       | Resultado | Visitante |
| Magdalena   | 3 - 1     | Santa Fe  |
| Nacional    | 2 - 1     | América   |
| Cali        | 3 - 3     | Medellín  |
| Millonarios | 2 - 0     | Junior    |
| Bucaramanga | 2 - 4     | Tolima    |
| Quindío     | 1 - 1     | Cúcuta    |
| Pereira     | 1 - 1     | Caldas    |

| Fecha 19 |           |             |
| Local    | Resultado | Visitante   |
| Santa Fe | 4 - 1     | Nacional    |
| América  | 2 - 1     | Cali        |
| Medellín | 1 - 1     | Pereira     |
| Cúcuta   | 0 - 0     | Millonarios |
| Caldas   | 2 - 0     | Bucaramanga |
| Tolima   | 7 - 1     | Quindío     |
| Junior   | 5 - 1     | Magdalena   |

| Fecha 20    |           |           |
| Local       | Resultado | Visitante |
| Pereira     | 1 - 1     | América   |
| Cali        | 3 - 1     | Santa Fe  |
| Nacional    | 7 - 2     | Magdalena |
| Junior      | 0 - 0     | Cúcuta    |
| Quindío     | 2 - 3     | Caldas    |
| Millonarios | 0 - 1     | Tolima    |
| Bucaramanga | 2 - 4     | Medellín  |

| Fecha 21    |           |             |
| Local       | Resultado | Visitante   |
| América     | 1 - 0     | Medellín    |
| Magdalena   | 2 - 0     | Cali        |
| Santa Fe    | 2 - 2     | Pereira     |
| Bucaramanga | 2 - 1     | Quindío     |
| Caldas      | 1 - 2     | Millonarios |
| Junior      | 3 - 1     | Tolima      |
| Nacional    | 4 - 1     | Cúcuta      |

| Finalización 1982      | AME     | BUC | CAL     | CUC | JUN | MAG     | DIM     | MIL     | NAL     | ONC | PER     | QUI | SFE     | TOL |
| América de Cali        |         | 4:0 | 2:1     | 4:1 |     | 3:0     | 1:0     |         | 0:1     | 6:1 | 0:1     | 1:0 | 1:1     |     |
| Atlético Bucaramanga   |         |     |         | 2:2 | 0:2 | 1:0     | 1:0 2:4 | 0:1     | 2:1     | 3:1 |         | 2:1 | 2:0 (*) | 2:4 |
| Deportivo Cali         | 1:0     | 3:1 |         |     | 2:1 | 2:2     | 3:3     |         | 3:2     | 1:0 | 2:2     |     | 3:1     | 0:0 |
| Cúcuta Deportivo       |         | 3:1 | 0:1     |     | 1:3 |         | 1:1     | 0:0     | 2:2 2:1 | 2:2 | 2:1     | 4:1 |         | 1:3 |
| Junior                 | 2:0     | 4:1 |         | 0:0 |     | 2:1 5:1 | 2:0     | 2:1     |         | 1:0 |         | 4:3 | 1:0     | 3:1 |
| Unión Magdalena        | 0:2     |     | 2:0     | 2:1 | 1:0 |         | 1:1     |         | 2:1     | 3:0 | 0:0     | 1:0 | 3:1     |     |
| Independiente Medellín | 1:2     | 2:1 | 3:1     |     |     | 1:1     |         | 0:0     | 1:1     |     | 1:1     | 4:1 | 1:1     | 0:0 |
| Millonarios            | 0:0     | 2:0 | 3:0     | 3:1 | 2:0 | 1:0     |         |         |         | 3:0 | 2:0     | 5:0 | 1:1     | 0:1 |
| Atlético Nacional      | 2:1     |     | 0:1     | 4:1 | 1:0 | 7:2     | 2:2     | 2:1     |         |     | 0:0     |     | 3:2     | 3:1 |
| Once Caldas            |         | 2:0 |         | 3:2 | 0:3 |         | 0:2     | 1:2     | 1:1     |     | 1:1 1:0 | 3:2 | 2:1     | 1:2 |
| Deportivo Pereira      | 1:1     | 5:3 | 2:0     |     | 2:1 | 2:0     | 0:0     |         | 0:0     | 1:1 |         |     | 2:1     | 2:3 |
| Deportes Quindío       | 1:2 0:4 | 1:2 | 0:0     | 1:1 | 2:0 |         |         | 1:3     | 0:0     | 2:3 | 1:2     |     |         | 0:2 |
| Santa Fe               | 1:1     |     | 1:1     | 7:2 |     | 5:3     | 1:1     | 2:3 1:0 | 4:1     |     | 2:2     | 5:0 |         |     |
| Deportes Tolima        | 2:2     | 2:0 | 3:0 4:0 | 1:0 | 2:1 | 3:0     |         | 0:0     |         | 1:0 |         | 7:1 | 3:3     |     |

(*) Originalmente, el partido había terminado 2-3 a favor de Santa Fe, pero la Dimayor desentimó la demanda, por la presencia del preparador físico de Santa Fe el argentino Carlos Cancela cuando estaba suspendido, por eso el conjunto cardenal perdió los puntos y el resultado (2-0) a favor de Bucaramanga.[cita requerida]

## Octogonal final
| Pos. | Equipo                 | Pts. | PJ | G | E | P | GF | GC | Dif. | Clasificación                   |
| ---- | ---------------------- | ---- | -- | - | - | - | -- | -- | ---- | ------------------------------- |
| 1    | América de Cali        | 20   | 14 | 8 | 4 | 2 | 22 | 14 | +8   | Campeón y Copa Libertadores.    |
| 2    | Deportes Tolima        | 17   | 14 | 6 | 5 | 3 | 20 | 16 | +4   | Subcampeón y Copa Libertadores. |
| 3    | Millonarios            | 15   | 14 | 6 | 3 | 5 | 17 | 15 | +2   |                                 |
| 4    | Deportivo Pereira      | 14   | 14 | 5 | 4 | 5 | 22 | 22 | 0    |                                 |
| 5    | Deportivo Cali         | 13   | 14 | 2 | 9 | 3 | 16 | 18 | −2   |                                 |
| 6    | Atlético Nacional      | 11   | 14 | 4 | 3 | 7 | 17 | 21 | −4   |                                 |
| 7    | Independiente Medellín | 11   | 14 | 4 | 3 | 7 | 13 | 18 | −5   |                                 |
| 8    | Junior                 | 11   | 14 | 3 | 5 | 6 | 16 | 19 | −3   |                                 |

 Fuente: Rsssf

### Resultados
| Fecha 1      | Fecha 1   | Fecha 1          |
| ------------ | --------- | ---------------- |
| Equipo Local | Resultado | Equipo Visitante |
| Tolima       | 0 - 3     | América          |
| Junior       | 3 - 0     | Pereira          |
| Cali         | 1 - 1     | Nacional         |
| Medellín     | 3 - 1     | Millonarios      |

| Fecha 2      | Fecha 2   | Fecha 2          |
| ------------ | --------- | ---------------- |
| Equipo Local | Resultado | Equipo Visitante |
| Millonarios  | 0 - 0     | Cali             |
| América      | 1 - 1     | Medellín         |
| Pereira      | 4 - 2     | Tolima           |
| Nacional     | 2 - 1     | Junior           |

| Fecha 3      | Fecha 3   | Fecha 3          |
| ------------ | --------- | ---------------- |
| Equipo Local | Resultado | Equipo Visitante |
| Medellín     | 0 - 0     | Cali             |
| Junior       | 0 - 0     | Millonarios      |
| Tolima       | 3 - 1     | Nacional         |
| América      | 1 - 0     | Pereira          |

| Fecha 4      | Fecha 4   | Fecha 4          |
| ------------ | --------- | ---------------- |
| Equipo Local | Resultado | Equipo Visitante |
| Cali         | 4 - 3     | Junior           |
| Pereira      | 2 - 0     | Medellín         |
| Millonarios  | 1 - 4     | Tolima           |
| Nacional     | 3 - 1     | América          |

| Fecha 5      | Fecha 5   | Fecha 5          |
| ------------ | --------- | ---------------- |
| Equipo Local | Resultado | Equipo Visitante |
| América      | 1 - 0     | Millonarios      |
| Tolima       | 1 - 1     | Cali             |
| Pereira      | 3 - 2     | Nacional         |
| Medellín     | 3 - 0     | Junior           |

| Fecha 6      | Fecha 6   | Fecha 6          |
| ------------ | --------- | ---------------- |
| Equipo Local | Resultado | Equipo Visitante |
| Medellín     | 3 - 1     | Nacional         |
| Millonarios  | 2 - 1     | Pereira          |
| Cali         | 3 - 3     | América          |
| Junior       | 1 - 1     | Tolima           |

| Fecha 7      | Fecha 7   | Fecha 7          |
| ------------ | --------- | ---------------- |
| Equipo Local | Resultado | Equipo Visitante |
| Pereira      | 2 - 2     | Cali             |
| Nacional     | 1 - 2     | Millonarios      |
| América      | 1 - 0     | Junior           |
| Tolima       | 0 - 1     | Medellín         |

| Fecha 8      | Fecha 8   | Fecha 8          |
| ------------ | --------- | ---------------- |
| Equipo Local | Resultado | Equipo Visitante |
| América      | 1 - 1     | Tolima           |
| Pereira      | 2 - 1     | Junior           |
| Nacional     | 0 - 1     | Cali             |
| Millonarios  | 2 - 0     | Medellín         |

| Fecha 9      | Fecha 9   | Fecha 9          |
| ------------ | --------- | ---------------- |
| Equipo Local | Resultado | Equipo Visitante |
| Cali         | 1 - 1     | Millonarios      |
| Medellín     | 0 - 1     | América          |
| Tolima       | 1 - 1     | Pereira          |
| Junior       | 1 - 1     | Nacional         |

| Fecha 10     | Fecha 10  | Fecha 10         |
| ------------ | --------- | ---------------- |
| Equipo Local | Resultado | Equipo Visitante |
| Cali         | 1 - 2     | Medellín         |
| Millonarios  | 1 - 2     | Junior           |
| Nacional     | 0 - 0     | Tolima           |
| Pereira      | 3 - 2     | América          |

| Fecha 11     | Fecha 11  | Fecha 11         |
| ------------ | --------- | ---------------- |
| Equipo Local | Resultado | Equipo Visitante |
| Junior       | 0 - 0     | Cali             |
| Medellín     | 2 - 2     | Pereira          |
| Tolima       | 2 - 1     | Millonarios      |
| América      | 1 - 0     | Nacional         |

| Fecha 12     | Fecha 12  | Fecha 12         |
| ------------ | --------- | ---------------- |
| Equipo Local | Resultado | Equipo Visitante |
| Millonarios  | 0 - 1     | América          |
| Cali         | 0 - 1     | Tolima           |
| Nacional     | 2 - 1     | Pereira          |
| Junior       | 2 - 0     | Medellín         |

| Fecha 13     | Fecha 13  | Fecha 13         |
| ------------ | --------- | ---------------- |
| Equipo Local | Resultado | Equipo Visitante |
| Nacional     | 1 - 0     | Medellín         |
| Pereira      | 0 - 1     | Millonarios      |
| América      | 3 - 1     | Cali             |
| Tolima       | 2 - 0     | Junior           |

| Fecha 14     | Fecha 14  | Fecha 14         |
| ------------ | --------- | ---------------- |
| Equipo Local | Resultado | Equipo Visitante |
| Cali         | 1 - 1     | Pereira          |
| Millonarios  | 3 - 2     | Nacional         |
| Junior       | 2 - 2     | América          |
| Medellín     | 1 - 2     | Tolima           |

| Octagonal 1982         | AME | CAL | JUN | DIM | MIL | NAL | PER | TOL |
| América de Cali        |     | 3:1 | 1:0 | 1:1 | 1:0 | 1:0 | 1:0 | 1:1 |
| Deportivo Cali         | 3:3 |     | 4:3 | 1:2 | 1:1 | 1:1 | 1:1 | 0:1 |
| Junior                 | 2:2 | 0:0 |     | 2:0 | 0:0 | 1:1 | 3:0 | 1:1 |
| Independiente Medellín | 0:1 | 0:0 | 3:0 |     | 0:3 | 3:1 | 2:2 | 1:2 |
| Millonarios            | 0:1 | 0:0 | 1:2 | 2:0 |     | 3:2 | 2:1 | 1:4 |
| Atlético Nacional      | 3:1 | 0:1 | 2:1 | 1:0 | 1:2 |     | 2:1 | 0:0 |
| Deportivo Pereira      | 3:2 | 2:2 | 2:1 | 2:0 | 0:1 | 3:2 |     | 4:2 |
| Deportes Tolima        | 0:3 | 1:1 | 2:0 | 0:1 | 2:1 | 3:1 | 1:1 |     |

|                                    |
| Bandera de Colombia                |
| Campeón América de Cali 2.º título |

## Goleadores
| Jugador          | Equipo               | Goles |
| ---------------- | -------------------- | ----- |
| Miguel González  | Atlético Bucaramanga | 27    |
| Humberto Sierra  | América de Cali      | 22    |
| Willington Ortiz | Deportivo Cali       | 21    |